# Ben Halloran
Benjamin Halloran (Cairns, 1992. június 14. –) ausztrál válogatott labdarúgó, jelenleg a Fortuna Düsseldorf játékosa.

## Sikerei, díjai
Gold Coast United
- National Youth League (1): 2009–10